# Amwaj-eilanden
De Amwaj-eilanden (Arabisch: Juzur Amwaj) zijn een groep van kunstmatige eilanden in aanbouw direct ten noordoosten van het Bahreinse eiland Muharraq. De totaaloppervlakte bedraagt ongeveer 2,79 km². Het is het eerste project in Bahrein dat de mogelijkheid aan expatriates zal bieden om een kavel met volledige eigendomschap te kopen. Het project werd aangekondigd in 2002 en moet in drie fasen worden opgeleverd. Het op te spuiten zand voor de eilanden is reeds uit de ondiepe zee ten noordoosten van Muharraq gewonnen en de eilanden zijn reeds opgespoten.
Er moeten vier wooneilanden verrijzen, een thema-eiland en een eiland voor onderwijs- en medische voorzieningen. De woningen, die zich vooral in de hogere klasse bevinden, bestaan uit woningen aan zee, appartementenflats van 4 en 8 etages en vier woontorens (twee van 10 verdiepingen, een van 23 verdiepingen en een tweelingtoren van 19 verdiepingen). Ook moeten er 30 kantorenflats, een school, een universiteit, een groot winkelcentrum aan zee, vier- en vijfsterrenhotels, motels, een pretpark, aquapark, bioscopen, een bowlingbaan, kuuroorden, restaurants, een jachtclub, 6 serviceappartementen, een centraal gelegen lagune en een ronde jachthaven van 240 meter lengte met 140 aanlegplaatsen verrijzen. De eilandengroep is verbonden met het eiland Muharraq door middel van een 1,8-kilometer lange verhoogde weg.
Rondom de eilandengroep zullen een aantal kunstmatige riffen worden aangelegd om de golfslag met 60% te verminderen en zo de kans op schade minimaal te houden.